# 塞托族多和弦合唱

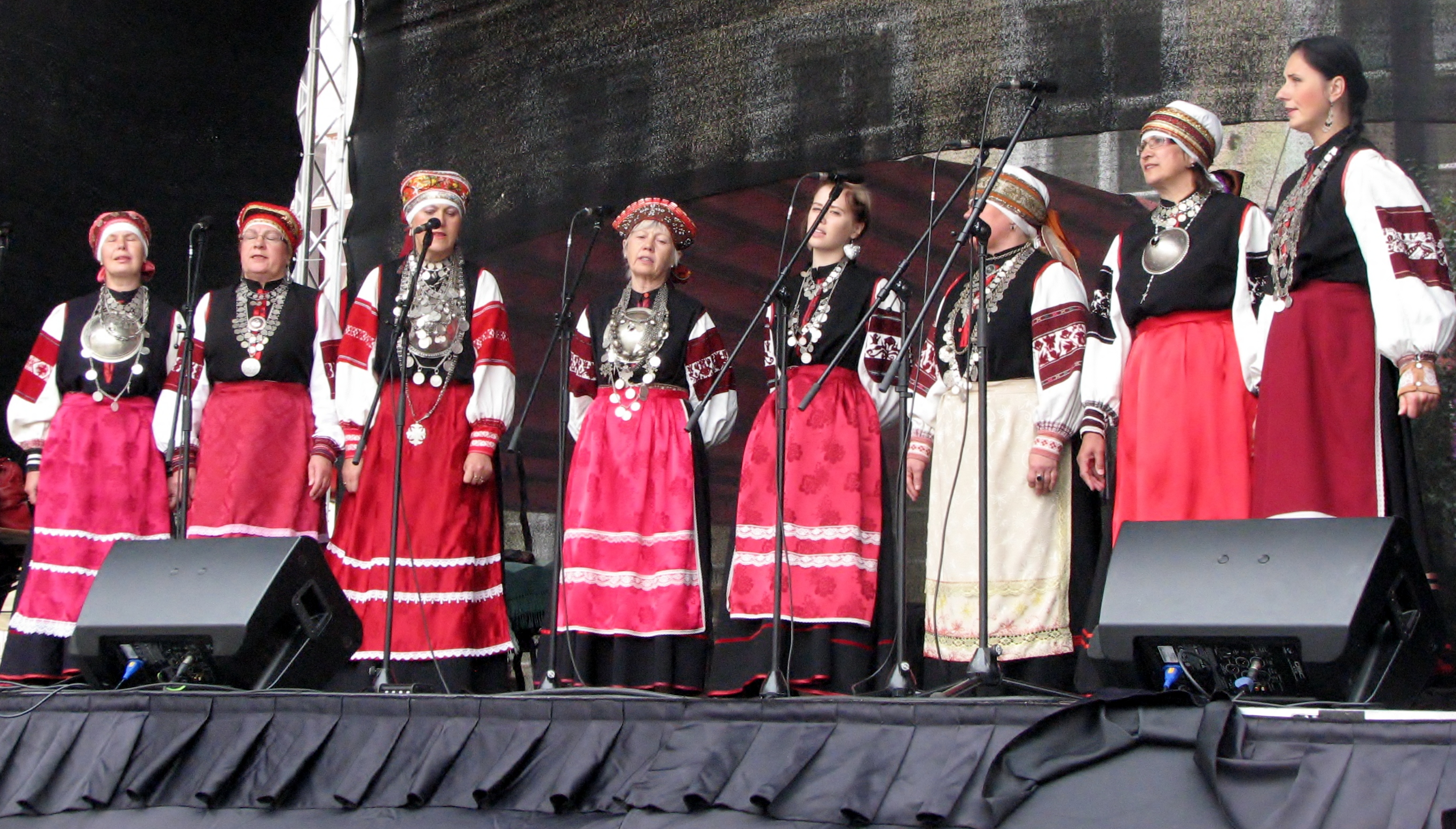
音乐团体Siidisõsarõ正在表演塞托族多和弦合唱 (2012)

塞托族多和弦合唱是塞托人复调风格的民歌。2009年，塞托族多和弦合唱被列入联合国教科文组织非物质文化遗产名录。合唱通常由身着传统服装的女性表演。在塞托王国日庆祝活动中，获奖主唱组被授予“歌曲之母”的称号。